# متئو کاوایا (بازیکن فوتبال، زاده ۱۹۸۴)
متئو کاوایا (انگلیسی: Matteo Cavagna؛ زادهٔ ۱۳ ژانویهٔ ۱۹۸۴) بازیکن فوتبال اهل ایتالیا است.
از باشگاه‌هایی که در آن بازی کرده‌است می‌توان به باشگاه فوتبال اتلتیکو آرتزو اشاره کرد.